# Diecezja Hólaru
Diecezja Hólaru (łac. Dioecesis Holarensis) – historyczna diecezja rzymskokatolicka na Islandii, obejmująca swoim zasięgiem północną część wyspy. Obecnie katolickie biskupstwo tytularne.

## Historia
Diecezja powstała w 1106, przez wydzielenie jej terytorium z terenów diecezji Skálholtu. Początkowo podlegała ona archidiecezji Lund. W 1153 podporządkowano ją archidiecezji Nidarosu. Diecezja zanikła w wyniku Reformacji w 1550, kiedy to zginął jej ostatni ordynariusz Jón Arason.

## Stolica tytularna
W 1929 papież Pius XI ustanowił stolicę tytularną nawiązującą do średniowiecznego biskupstwa Hólaru.
W 2003 przez dwa tygodnie biskupem tytularnym Hólaru był Stanisław Nagy w czasie między uzyskaniem przez niego sakry biskupiej a kreacją kardynalską. Od lutego 2004 do września 2011 biskupstwo to obejmował Stanisław Budzik, biskup pomocniczy tarnowski i sekretarz Konferencji Episkopatu Polski, a od października 2011 do stycznia 2021 obejmował je Marek Solarczyk, biskup pomocniczy warszawsko-praski. 
| Lp. | Biskup                                                            | Funkcja                                                                                                 | Od                  | Do                   |
| --- | ----------------------------------------------------------------- | --- | ------------------- | -------------------- |
| 1   | Martin Meulenberg SMM                                             | wikariusz apostolski Islandii                                                                           | 28 czerwca 1929     | 3 sierpnia 1941      |
| 2   | Johánnes Gunnarsson SMM                                           | wikariusz apostolski Islandii                                                                           | 23 lutego 1942      | 17 czerwca 1972      |
| 3   | Gerhard Schwenzer                                                 | wikariusz apostolski, prałat Trondheim                                                                  | 29 sierpnia 1975    | 29 marca 1979        |
| 4   | James Anthony Griffin                                             | biskup pomocniczy diecezji rzymskokatolickiej Cleveland (Cleveland, Ohio)                               | 30 czerwca 1979     | 8 lutego 1983        |
| 5   | Lawrence Joyce Kenney                                             | biskup pomocniczy ordynariusza polowego armii USA (Archidiecezja Wojskowa Stanów Zjednoczonych Ameryki) | 23 marca 1983       | 30 sierpnia 1990     |
| 6   | Francisco Javier Errázuriz Ossa arcybiskup tytularny pro hac vice | sekretarz Kongregacji Instytutów Życia Konsekrowanego i Wspólnot Życia Apostolskiego                    | 22 grudnia 1990     | 24 września 1996     |
| 7   | Mathew Moolakkattu OSB                                            | biskup pomocniczy archidiecezji Kottayam w Kerala (Indie, Syromalabarski Kościół katolicki)             | 6 listopada 1998    | 29 sierpnia 2003     |
| 8   | Stanisław Nagy SCI arcybiskup tytularny pro hac vice              | | 7 października 2003 | 21 października 2003 |
| 9   | Stanisław Budzik                                                  | biskup pomocniczy tarnowski                                                                             | 24 lutego 2004      | 26 września 2011     |
| 10  | Marek Solarczyk                                                   | biskup pomocniczy warszawsko-praski                                                                     | 8 października 2011 | 4 stycznia 2021      |
| 11  | Dariusz Zalewski                                                  | biskup pomocniczy ełcki                                                                                 | 24 września 2022    |                      |